# Nicrophorus sausai
Nicrophorus sausai là một loài bọ cánh cứng trong họ Silphidae được miêu tả bởi Jan Růžička, Jirí Háva và J. Schneider in 2000.